# Galamb József-szobor (szakképző iskola)
Galamb József második szobrát Makón, a Belvárosban, a róla elnevezett középiskola (jelenleg Galamb József Mezőgazdasági Szakképző Iskola néven a Makói Oktatási Központ tagintézménye) aulájában helyezték el.
A neves konstruktőr, a Ford Motor Company tervezőjének bronz mellszobrát Borsi Sándor alkotta meg. 2005-ben helyezték el az épületben a szobrot, amely Galamb József fényképekről ismert jellemző vonásait és öltözékét jeleníti meg. A márványtalapzat oldalán elhelyeztek egy kis táblát, amin feltüntették a szponzorokat; a szoborállítást támogatták az iskola tanárai, diákjai, a Galamb József Alapítvány, és a hódmezővásárhelyi AGROGORZSA Rt.